# Laurie Heineman
Laurie Heineman (Chicago, 4 de agosto de 1948) é uma atriz e professora estadunidense. Ela é provavelmente mais conhecida pelo papel de Myra no filme Sonhos do Passado de John G. Avildsen, e por ter interpretado o papel de Sharlene Frame em Another World.